# T-84 OPLOT

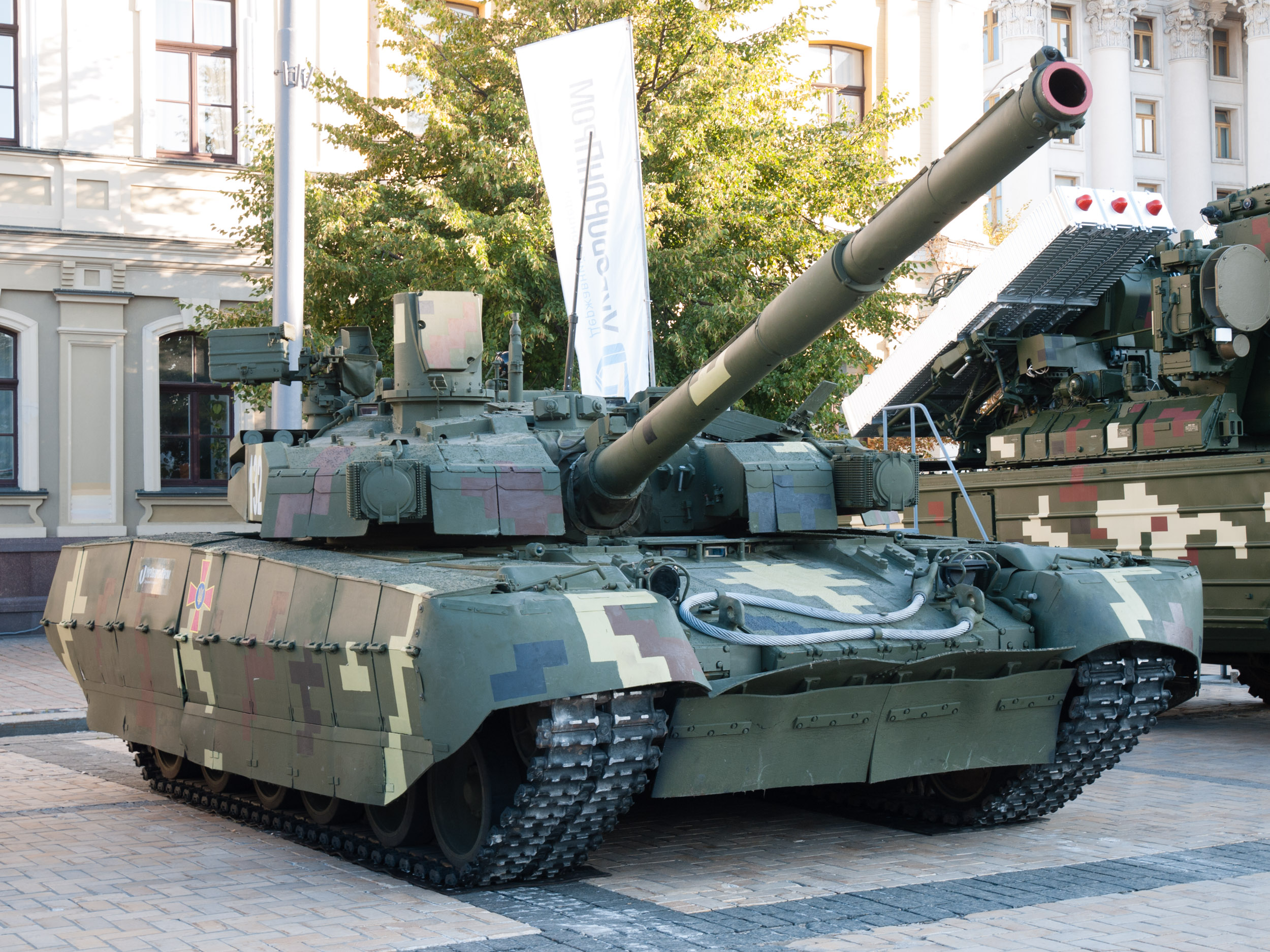
Um T-84 Oplot-M.

O T-84 OPLOT é o tanque principal de batalha da Ucrânia desenvolvido pela Kharkiv Machine Building Design Bureau com base no T-80UD soviético. Desenvolvido em 1994, introduzido nos Emirados Árabes Unidos em 1995, na exposição internacional de equipamentos militares, e em serviço para o exército ucraniano desde 1999. O seu motor de pistão oposto de alto desempenho faz dele um dos MBTs mais rápidos do mundo, com uma relação potência / peso de cerca de 26 cavalos de potência por tonelada. O T-84 Oplot é uma versão avançada que incorpora um compartimento de munições blindadas em uma nova turbulência; Dez deles entraram no serviço ucraniano em 2001.

## Descrição
O canhão de 125mm, equipada com um carregador automático, pode disparar mísseis anti-tanque e disparar munições HEAT, APFSDS-T e de fragmentação. O carro de combate está equipado com uma armadura reativa explosiva anti-tandem, que pode resistir a qualquer tipo de munição química (HEAT / HESH) da atualidade, mas como todos os outros carros da família T-72/T-90 e T-64/T-80/T-84, não tem qualquer capacidade para resistir à munição perfurante de energia cinética de calibre 120mm dos mais modernos carros ocidentais como o M1 Abrams o Leopard 2 ou o Merkava.
Uma diferença externa a partir de modelos anteriores é a nova torre soldada, em substituição às torres dos T-80's soviéticos construída no elenco (Apenas alguns T-80 enviados para o Paquistão foram equipados com a torre do T-84).
O T-84 tem por característica marcante a proporção de potência por tonelada de 24 hp / t (em comparação com 18 hp / t do T-90 russo contemporâneo, ou 22 hp / t da mais recente T-90S). O tanque também é projetado para executar bem em climas quentes, e ainda inclui um ar-condicionado, compartimento da tripulação (escala de temperatura de funcionamento é solicitada a -40 ° C a 55 ° C).

## Produção Histórica
A fábrica KMDB era uma das empresas estatais soviéticas de fabricação de tanques. O principal objetivo do projeto era tornar a indústria de armas da Ucrânia independente da Rússia e, após o colapso da União Soviética, o cumprimento do contrato no fornecimento de 320 tanques T-80UD ao Paquistão foi difícil devido à natureza perturbada da indústria militar soviética. Uma série de peças T-80UD foram produzidas na Rússia e sua aquisição foi problemática. A Rússia interferiu politicamente e, ao mesmo tempo, competiu no mercado internacional com o novo T-90.
Para competir no mercado internacional, os ucranianos optaram por apresentar a sua própria versão do tanque T-80, tentando limar as arestas do projeto e corrigir os problemas que o modelo apresenta desde que foi apresentado pela primeira vez. Como os russos com o T-80UD, os ucranianos também consideraram a necessidade de produzir um tanque mais convencional que o T-80 original, com a sua turbina de 1000cv.
A principal alteração do T-84 relativamente ao T-80UD é a substituição da cara e complexa turbina, por um motor turbo-diesel 6TD-2 de 1200cv de potência. Há também uma versão mais potente do T-84, equipado com um motor 6TD-3, que tem uma capacidade de cerca de 1.500cv.
Ucrânia demonstrou vários protótipos avançados, destinados tanto para o mercado nacional e internacional.

## Variantes
- T-84 Oplot - é uma versão melhorada do T-80UD, equipado com nova torre soldada e conjunto de contra-medidas Shtora -1, novos eletrônicos, novo canhão principal, nova armadura e motor a diesel de 6TD-2 de 1.200 cv (895 kW). Um pequeno número de T-84 Oplot MBT está em serviço com o exército ucraniano.[2]
- T-84-120 Yatagan - é um protótipo de carro de combate principal, destinados à exportação para o exército turco. É um desenvolvimento do Oplot utilizando um canhão de 120mm, compatível com o padrão da OTAN e munições versão anti-tanque especial AT-11 Sniper de mísseis guiados. Tem uma torre nova com munição armazenada em um compartimento separado na torre com painéis blow-out. Este modelo também tem um novo carregador automático.[5]
- Oplot-M ou T-84BM Oplot - a versão mais nova e sofisticada do T-84, equipado com a nova armadura ERA Nozh que protege contra ogivas tandem, novos sistemas eletrônicos de contra-medidas, o novo canhão KBA-3 de 125mm e outros.[6] Uma característica visível é o novo visor panorâmico PNK-6;[7]
- BREM-84 - veículo blindado de recuperação;
- BMU-84 - bridgelayer. Lançador de pontes
- BMPT-84 - Veiculo de combate a infantaria pesada, armado com um canhão de 125 mm e capaz de transportar 5 soldados.

## Utilizadores

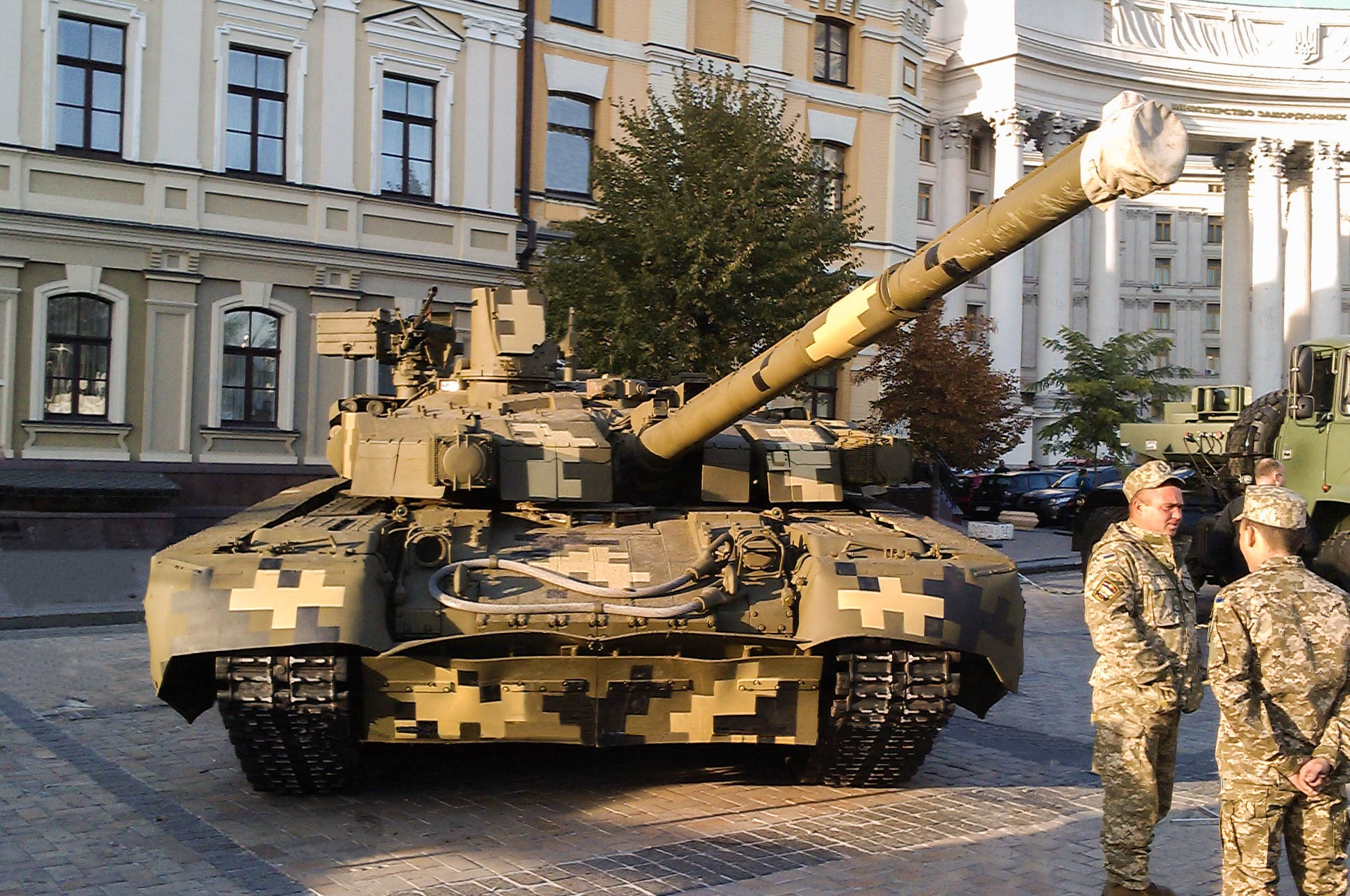
Um T-84 Oplot-M ucraniano.

- Ucrânia - encomendou 10 unidades (modificação de T-84U "hold" ) em 24 de agosto de 2000 para comemorar o 10º aniversário de independência da Ucrânia.[4] 10 tanques Oplot-M foram ordenados em 2009, mas apenas 2 foram entregues pela falta de financiamento.[8] No ano de 2017 foi ordenado a entrega de mais 10 unidades Oplot-M em 2018.[9][8] A Ucrânia, tem vindo a nacionalizar a sua frota de carros de combate, nomeadamente substituindo os mais antigos T-62 e T-64 no efetivo que sobrou da antiga União Soviética, pelo T-84, embora também estejam a ser modernizados carros de combate T-64, por causa das restrições financeiras da economia da Ucrânia.

- Paquistão - encomendou 320 T-80UD, mas apenas 200 estão em serviço. O Paquistão adquiriu à Ucrânia vários carros de combate T-80UD, mas o fornecimento deteve-se perante problemas levantados pelos russos, nomeadamente porque o T-80UD deveria ser um produto da industria conjunta, a qual se aproveitou (segundo os russos) da possibilidade de fornecer aqueles veículos por causa das relações que existiam entre os vários fabricantes de componentes na antiga União Soviética.[2] Parte do fornecimento de carros paquistaneses foi condicionada com torres dos T-84 Oplot, mas os ucranianos garantiram ao Paquistão o fornecimento de todo o lote de blindados. Entende-se portanto, que parte dos carros de combate T-80UD do Paquistão são na realidade T-84 de fabricação ucraniana. A encomenda deverá ficar completa em finais de 2007 inicio de 2008.

- Tailândia -  Em março de 2011, Exército Real Tailandês encomendou 49 T-84 BM (Oplot-M) para substituir sua frota de tanques leves M41A3 Walker Bulldog envelhecidos. Podem eventualmente ser adquiridos até 200 tanques. No entanto, o exército real tailandês ainda não fez um anúncio oficial.[10] O governo aprovou 7.155 bilhões de baht para comprar os primeiros 49 tanques Oplot a serem atribuídos a várias unidades: o 2º batalhão de cavalaria (Royal Guard em Fort Chakrabongse, Prachinburi), o 4º batalhão de cavalaria (Royal Guard at Kiakkai, Bangkok), o 8º batalhão de cavalaria (Fort Suranari, Nakhon Ratchasima) e o 9º batalhão de cavalaria (Fort Ekathotsarot, Phitsanuloke).[11] A fábrica na Ucrânia ofereceu o extra 5 T-84 Oplot, além dos primeiros 49 tanques Oplot-M. Em 04 de fevereiro de 2014 o primeiro lote de cinco tanques Oplot-M entrou em serviço das Forças Armadas da Tailândia.[12] Em 01 de junho de 2015, na Tailândia, chegaram mais 5 unidades da segundo lote.[13] A agência de notícias ucraniana informou que o terceiro lote, no valor de 10 unidades foi apresentado em Dezembro de 2015 e, de acordo com um relatório das redes sociais tailandês, chegou à base "Sattahip" junho 2016.[14]  Foram enviados mais 5 tanques em um novo lote em novembro de 2016.[15] Um novo lote está sendo preparado para ser entregue em março de 2017, completando 3/4 do contrato realizado.[16]